# Raymore (Missouri)
Raymore – miasto w Stanach Zjednoczonych, w stanie Missouri, w hrabstwie Cass.